# 3892 Дежо
3892 Дежо (3892 Dezsö) — астероїд головного поясу, відкритий 19 квітня 1941 року.
Тіссеранів параметр щодо Юпітера — 3,359.